# COVAX

Mappa dei paesi aderenti al COVAX

Il COVAX (acronimo di COVID-19 Vaccines Global Access) è un programma internazionale che ha come obiettivo l'accesso equo ai vaccini anti COVID-19.

## Storia
Creato e guidata dalla Global Alliance for Vaccines and Immunization (GAVI), l'Organizzazione mondiale della sanità (OMS), la Coalizione per le innovazioni nella preparazione alle epidemie (CEPI), il programma fa parte del progetto Access to COVID-19 Tools Accelerator, un'iniziativa avviata nell'aprile 2020 dall'Organizzazione mondiale della sanità (OMS), dalla Commissione europea e dal governo francese in risposta alla pandemia di COVID-19. COVAX mira a coordinare le risorse internazionali per consentire l'accesso equo alla diagnosi, ai trattamenti e ai vaccini anti COVID-19.
Il COVAX AMC (COVID-19 Vaccines Advance Market Commitment) è lo strumento di finanziamento che sosterrà la partecipazione di 92 economie a basso e medio reddito all'accesso al vaccino anti COVID-19 finanziato dai donatori.
Il primo paese a beneficiare del programma è stato il Ghana, che ha ricevuto il 25 febbraio 2021 600 000 vaccini.